# مبارك سلطان
مبارك سلطان (1 يناير 1966 -)، ممثل كويتي. بدايته الفنية في عام 1988 ، وأيضًا والده هو الممثل ماجد سلطان، كذلك عمته هي المغنية والممثلة فتات سلطان.

## أعماله
- العقاب
- الكرة المدورة
- هذا ولدنا
- قرقيعان 3
- زراع المشموم
- دوريش
- دي تيوب
- بلاغ للراي العام.
- كريمو
- بين الماضي والحب
- قالب:تويتي
- المعزب (مسلسل)

## روابط خارجية
مسلسل سموم المعزب 
مسلسل ناطحت سحاب 
مسلسل واحة الاعرابي 
مسلسل مرضي ودحام الجزء الثاني 
مسلسل الحزره
مسلسل وحوش 
مسلسل عبر الاثير 
مسلسل لغز 1990
مسلسل سحيله بنت عديم
- مبارك سلطان على موقع قاعدة بيانات الأفلام العربية